# Harald Mante
Harald Mante (* 29. März 1936 in Berlin) ist ein deutscher  Foto-Designer.

## Wirken
Während seines Studiums der Malerei bei Vincent Weber an der Werkkunstschule Wiesbaden kam Harald Mante 1960 erstmals mit der Fotografie in Kontakt. Nach erfolgreicher Teilnahme an vielen Fotowettbewerben kam 1964 der Wendepunkt durch eine dreimonatige Irlandreise. Sie markiert den Wechsel vom Amateur- ins Profilager. Es folgten Veröffentlichungen in  Stern,  Twen, Bild der Zeit, Epoca, sowie in der gesamten Fachpresse. Für Lehrtätigkeiten hat Harald Mante die in Bauhauszeiten entwickelten Grundlagen der  Bild- und Farbgestaltung von  Kandinsky,  Klee und  Itten auf die Fotografie übertragen. Auf dieser Basis erschienen 1969 und 1970 seine ersten Bücher Bildaufbau und Farbdesign.
1971 begann seine Lehrtätigkeit an der Gesamthochschule Wuppertal. Er wechselte 1973 an die Fachhochschule Dortmund zu einer Professur für freie und experimentelle Farbfotografie. Neben seiner Tätigkeit in der Lehre hat Harald Mante immer auch freiberuflich als Foto-Designer gearbeitet. Vorrangig hat er sich dabei frei künstlerisch mit Zeit und Raum, Spiegelungen, dem eigenen Schatten und vielen anderen Themen auseinandergesetzt. Auch für Fachzeitschriften hat er fotografiert und geschrieben und per Auftrag Länderbildbände und weitere Lehrbücher erarbeitet.
1988 hat er mit seiner Partnerin Eva Witter das fotografische Großprojekt Bildräume – Diaphane Methamorphosen von Schlössern in Europa entwickelt. 1993 folgte das Projekt Weitsichten.
2001 wurde Harald Mante emeritiert. Seit dieser Zeit engagiert er sich, neben seiner freien Fotografie, in der Erwachsenenbildung, unter anderem an der Altenakademie Dortmund und der  Europäischen Kunstakademie Trier.
Harald Mante ist seit 1973 Mitglied im  Bund Freischaffender Foto-Designer (BFF) und seit 1975 Mitglied in der  Deutschen Gesellschaft für Photographie (DGPh).

## Werke
Bildbände  (Auswahl)
- Photography Unplugged (deutsch). dpunkt Verlag, Heidelberg 2009, ISBN 978-3-898646-04-8 Ausgezeichnet mit dem Prädikat: »Deutscher Fotobuchpreis – Nominiert 2010«
- Photography Unplugged (englisch). Rocky Nook (Santa Barbara, CA, USA) 2009, ISBN 978-1-933952-47-5
- Kompositionen (Monographie). Verlag Photographie, Schaffhausen 1987
- Irland. C. J. Bucher Verlag, Luzern/München 1986
- Kanada. C. J. Bucher Verlag, Luzern/München 1984
- Österreich. C. J. Bucher Verlag, Luzern/München 1982
- Toskana-Umbrien. C. J. Bucher Verlag, Luzern/München 1981

Lehrbücher  (Auswahl)
- Die Fotoserie – Besser fotografieren durch serielles Arbeiten. Unter Mitarbeit von Eva Witter-Mante. 2. Auflage. dpunkt.verlag, Heidelberg 2014, ISBN 978-3-86490-210-9 (184 S.).
- Das Foto – Bildaufbau und Farbdesign. Verlag Photographie, Gilching 2000, 2. Aufl. 2007, ISBN 978-3-933131-94-2 Ausgezeichnet mit dem Prädikat: »Deutscher Fotobuchpreis – Nominiert 2008«, Lizenzen in USA und China
- Motive kreativ nutzen. 1. Auflage. Verlag Photographie, Schaffhausen 1996, ISBN 3-7231-0054-6 (160 S.).
- Farbig Sehen und Gestalten. Verlag Photographie, Schaffhausen 1980, ISBN 3-7231-8000-0
- Farb-Design. Otto Maier Verlag, Ravensburg 1970 (Lizenzen in 4 Sprachen)
- Bildaufbau. Otto Maier Verlag, Ravensburg 1969 (Lizenzen in 5 Sprachen)

Einzelausstellungen  (Auswahl)
- 2016 multiple-objekte. Galerie adesigncollective, Hagen
- 2001 40 Jahre Fotografie. Medienbunker Dortmund
- 1987 Farbfotografien. MKK, Dortmund
- 1986 Venedig. Italienisches Kulturinstitut, Köln
- 1982 Farbfotografie und Sequenzen. Galerie St. Johann, Saarbrücken
- 1978 Serien und Sequenzen. Mendel Art Gallery, Saskatoon, CDN
- 1976 Serien und Sequenzen. Haus der Kunst, Hamburg
- 1974 Multiple Objekte. Galerie Die Insel, Hamburg
- 1966 Irland und Portugal. Photokina 66, Köln

Ausstellungsbeteiligungen  (Auswahl)
- 2001 Dortmund forever. MKK, Dortmund
- 1990 Künstlerische Bierdeckel. Thier-Galerie, Dortmund
- 1983 4 Schüler von Vincent Weber. Nassauischer Kunstverein, Wiesbaden
- 1981 Farbe im Photo. Josef-Haubrich-Kunsthalle, Köln
- 1977 Sequenzen von Künstlern. Hessisches Landesmuseum, Darmstadt
- 1973 Multiple Objekte. Cossonay, Lausanne, Schweiz
- 1968 2. Weltausstellung der Fotografie. Pressehaus Stern, Hamburg

Ausstellungen »Bildräume« mit Eva Witter  (Auswahl)
- 2008 Schloßmuseum Bad Pyrmont
- 2004 Landesmuseum Schloß Oldenburg
- 1998 Stadtmuseum Münster
- 1995 Museum für Kunst und Gewerbe, Hamburg
- 1993 Museum für Photographie, Braunschweig